# Relations entre l'Inde et la république du Congo
Les relations entre l'Inde et la République du Congo sont les relations bilatérales de la république de l'Inde et du Congo-Brazzaville (R.C). Le Congo a une ambassade à New Delhi. L'ambassade de l'Inde à Kinshasa, en République démocratique du Congo, est simultanément accréditée auprès de la République du Congo. L'Inde a également un consulat honoraire à Brazzaville.

## Histoire
L'Inde et la République du Congo ont signé un protocole sur les consultations de leurs ministères des Affaires étrangères le 17 mars 2010, et les premières consultations ont eu lieu à Brazzaville le 21 janvier 2011. Plusieurs visites de niveau ministériel ont eu lieu entre les deux pays.
L'Inde et la République du Congo ont été parmi les dix-neuf premiers pays à rejoindre l'Alliance solaire internationale, proposée par le Premier ministre Narendra Modi, le 15 novembre 2016.

## Commerce
L'Inde était la troisième source d'importation en République du Congo en 2015. Le commerce bilatéral entre l'Inde et la République du Congo s'est élevé à 368,28 millions de dollars en 2015-2016, en baisse par rapport aux 618,41 millions de dollars de l'exercice précédent. L'Inde a exporté pour 166,64 millions de dollars de marchandises vers le Congo, et en a importé pour 201,64 millions de dollars en 2015-16. Le RDC était le quatrième exportateur africain vers l'Inde en 2008. Les principaux produits exportés par l'Inde vers le Congo sont le riz non basmati, le thé, les spiritueux et les boissons, les tissus pour métiers à tisser, les produits pharmaceutiques, la viande, les articles ménagers en acier et les bicyclettes. Les principaux produits importés par l'Inde en provenance du Congo sont le minerai métallique, les déchets métalliques, les produits chimiques organiques, les perles, les pierres semi-précieuses, les graines oléagineuses et le pétrole.
En juin 2010, Bharti Airtel a conclu un accord pour racheter les activités de téléphonie mobile de Zain dans quinze pays africains, dont le Congo, pour 8,97 milliards de dollars, dans le cadre de la deuxième plus importante acquisition indienne à l'étranger après le rachat de Corus par Tata Steel en 2007 pour treize milliards de dollars. Bharti Airtel a finalisé l'acquisition le 8 juin 2010. Le 5 novembre 2013, Airtel a conclu un accord pour acquérir Warid Congo SA, la filiale congolaise du groupe Warid, pour 70 à 80 millions de dollars. L'accord a fait d'Airtel le plus grand opérateur de réseau mobile au Congo avec 2,6 millions de clients au moment de l'acquisition,. Ashok Leyland a obtenu un contrat pour la fourniture de 200 bus au gouvernement du Congo.
Le Congo a été le pays cible lors du 10e Conclave de la CII-EXIM Bank sur le partenariat de projet Inde-Afrique à New Delhi en mars 2014. Le ministre de l'industrie du Congo, Isidore Mvouba, a assisté à l'événement et s'est adressé aux délégués. M. Mvouba a déclaré que le gouvernement et l'industrie indiens avaient déjà participé à des projets d'électrification rurale, de Transports urbains et de contrôle de la qualité des aliments, ainsi que dans des secteurs comme le ciment et les produits pharmaceutiques au Congo. Il a exhorté les entreprises indiennes à « s'associer au gouvernement de la République du Congo pour convertir l'avantage comparatif du pays dans différents secteurs en atouts compétitifs » et aider le pays à devenir une économie émergente pour 2025.